# شوح كاواكامي
الشوح الكاواكامي نوع نباتي شجري ينتمي إلى جنس الشوح من الفصيلة الصنوبرية.

## الانتشار
يتواجد في جزيرة تايوان فقط.